# Maurice (royaume du Commonwealth)
Pour les articles homonymes, voir Maurice.
 (avril 2022).
1968–1992
Entités précédentes :
- Maurice britannique

Entités suivantes :
- République de Maurice

Entre son indépendance en 1968 et sa transformation en république en 1992, Maurice est un royaume du Commonwealth, un État souverain indépendant en union personnelle avec le Royaume-Uni et d'autres États dirigés par Élisabeth II.

## Histoire
La Grande-Bretagne prit le contrôle de l'île Maurice  à partir de 1810, date à laquelle elle fut conquise par la France. Entre 1814 et 1965, l'archipel des Chagos fut administré par le Royaume-Uni, en tant que dépendance de la colonie mauricienne. En 1965, le Royaume-Uni a détaché l'archipel des Chagos de l'île Maurice, et plusieurs îles des Seychelles, créant ainsi le nouveau Territoire britannique de l'océan Indien. Trois ans plus tard, l'île Maurice est devenue  un pays indépendant. Entre 1967 et 1973,  le Royaume-Uni a dépeuplé l’archipel des Chagos.
En 1968, le Royaume-Uni accorde l'indépendance à la colonie de la Couronne britannique de Maurice. Le monarque britannique, en l'occurrence Élisabeth II, reste chef d'État en tant que reine de Maurice. Maurice partage ainsi son souverain avec le Royaume-Uni et les autres royaumes du Commonwealth. Les pouvoirs constitutionnels du monarque à Maurice sont principalement délégués au gouverneur général de Maurice.

Drapeau personnel de la reine en tant que reine de Maurice.

Élisabeth II se rend à Maurice du 24 au 26 mars 1972.
Seewoosagur Ramgoolam puis Sir Anerood Jugnauth occupent le poste de Premier ministre de Maurice.
En 1975, une série de manifestations étudiantes dérape dans la violence.
La république de Maurice est proclamée le 12 mars 1992. À la suite de l'abolition de la monarchie, le dernier gouverneur général de Maurice, Sir Veerasamy Ringadoo, devient le premier président de Maurice.

## Gouverneurs généraux de Maurice
- John Shaw Rennie (12 mars - 27 août 1968)
- Michel Rivalland (27 août - 3 septembre 1968)
- Leonard Williams (3 septembre 1968 - 27 décembre 1972)
- Raman Osman (27 décembre 1972 - 31 octobre 1977)
- Henry Garrioch (31 octobre 1977 - 26 avril 1979)
- Dayendranath Burrenchobay (26 avril 1979 - 28 décembre 1983)
- Seewoosagur Ramgoolam (28 décembre 1983 - 15 décembre 1985)
- Cassam Moollan (15 décembre 1985 - 17 janvier 1986) (par intérim)
- Veerasamy Ringadoo (17 janvier 1986 - 12 mars 1992)